# Otakar Zich
Pour les articles homonymes, voir Zich.
Otakar Zich (25 mars 1879, Městec Králové – 9 juillet 1934 Ouběnice u Benešova) est un compositeur et esthéticien tchécoslovaque.

## Biographie
Il est élève de l'éminent esthéticien bohémien du XIXe siècle Otakar Hostinsky (en) (1897 à 1901), et un protégé du critique et musicologue iconoclaste Zdeněk Nejedlý. Après son doctorat de mathématique (1901), dans les années 1903–1906, il enseigne la physique et les mathématiques au lycée de Domažlice, tout en poursuivant ses études avec Stecker. Dans les années qui ont précédé la Première Guerre mondiale Zich vit à Prague, participant activement à la vie musicale comme critique. Il a soutenu Nejedlý dans ses efforts pour imposer Smetana contre les partisans d'Antonín Dvořák, spécialement au cours de la soi-disant «  affaire Dvořák » de 1911 à 1914, lorsqu'a été mise en question l'intégrité artistique du langage de composition de Dvořák. Ces activités ont fermement lié Zich au cercle académique de Nejedlý à l'Université Charles. Dans les années 1919-1923, il est transféré de Prague à l'Université Masaryk de Brno, où il maintient un séminaire de philosophique mais aussi et surtout la psychologie et l'esthétique. En 1924, il est de nouveau à l'Université Charles de Prague, jusqu'à sa mort en 1934.
Son fils, Jaroslav Zich (né le 17 janvier 1912), a étudié la philosophie et la musicologie, ainsi que la composition avec Josef Bohuslav Foerster.

## Style
En tant que compositeur, Zich est largement autodidacte, bien qu'il puisse être assimilé à la lignée post-Smetana des compositeurs tchèques qui comprend Zdeněk Fibich, Josef Bohuslav Foerster, et Otakar Ostrčil, tous reliés de quelque façon à Nejedlý. Ses principales contributions de la vie musicale praguoise sont ses opéras : Malířský nápad (L'idée du peintre, 1908), Vina (Coupable, 1915), et Preciézky (sur sa propre traduction des Précieuses ridicules de Molière, 1924). Il a aussi créé plusieurs œuvres vocales et des compositions chorales. 
Son style musical est à cheval entre le dernier romanticisme et le néo-classicisme, qui combine une orchestration dense, les motifs wagnériens et des lignes de contrepoint serrées avec des références ludiques aux styles passés. À l'exception de Preciézky et quelques œuvres de petite dimension, l'essentiel de la musique de Zich reste inédit.
En raison de son association avec Nejedlý, ses concerts rencontrent souvent une amère controverse dans l'entre-deux-guerres à Prague, où les critiques évaluent les nouvelles compositions sur la base de l'allégeance aux différentes factions esthétiques. Le point de ce bas est atteint sans aucun doute lors de la première de Vina en 1922, lorsque le critique ultra-conservateur Antonín Šilhan l'attaque injurieusement dans un article intitulé « Finis musicae » (la fin de la musique). L'argument central de Šilhan est axée sur la partition d'orchestre de l'Opéra, où le contrepoint approche occasionnellement l'atonalité.
Zich est aussi l'auteur de nombre d'études folkloriques et de livres sur l'esthétique : notamment, Estetické vnímaní hudby (La perception esthétique de la musique, 1911) et Estetika dramatického umění (L'esthétique du Drame, 1931). Dans chacune de ses thèses, il explore une application de la phénoménologie dérivé des œuvres d'Hegel et Husserl. Concernant les arts de la scène, ses théories sont encore l'objet de débats dans les milieux universitaires tchèques actuellement. Comme musicologue il s'est dévoué à la vie et à l'œuvre de Smetana, laissant de nombreuses analyses dans des articles de journaux musicaux thèques.

## Œuvres (sélection)
Mélodies
- Písně a písničky I & II (Mélodies I & II) (1900-1906)
- Ze srdce (Du cœur), op. 4 (1906-1907)
- Matičce (À la mère), op. 8
- Stará balada (Vieille ballade) (1909)
- Z mělnické skály (From the Mělník's Rock), op. 16 (1909)
- Dušičky (Petites âmes) (1922)
- Střepiny dnů (Fragments of the Days), op. 13 (1926-1927)
- Dvacet pět chodských lidových písní (Trente-cinq mélodies folklorique de la région de Chodsko) (1905-1906)

Chœur d'hommes
- Balada tříkrálová (Ballad of the Three Kings), op. 9a (1911)
- Píseň poutníka (A Wanderer's Song), op. 9b (1912)
- Princezna Lyoleja (Princess Lyoleia), op. 9c (1913)
- Podzimní motiv (An Autumn Motif), op. 18a (1932)
- Slzičky (Petites larmes), op. 18b (1905)
- Kosmická píseň (Cosmic Song), op. 18c (1931)
- Hajdaláci (Slovens), op. 18d (1918)
- Rodná zem (Homeland), op. 20a (1929)
- Zazděná (Immured), op. 20b (1929)
- Janu Nerudovi (To Jan Neruda), op. 20c (1934)
- Třicet šest vojenských písní (Trente six chants militaires) (1924)
- Pět lidových písní (Cinq chants folkloriques) (1933)
- Forman (Carman) (1934)

Chœur de femmes
- Tři ženské sbory (Three Female Choirs), op. 17
- Tři chodské písně (Trois mélodies folkloriques de la région de Chodsko) (1909)

Chœur mixte
- Modlitba na Řípu (A Prayer on Říp) (1905)
- Urá (Hooray), op. 15a (1929)
- Vajanské vatry (Bonfires of Vojany), op. 11 (1921)
- Dva čtyřzpěvy (Two Choirs for Four Voices), op. 19 (1932-1933)
- Tři chodské písně (Trois mélodies folkloriques de la région de Chodsko) (1904)

Cantates
- Osudná svatba (Mariage fatidique), op. 1 (1917)
- Pátý hrobeček (La cinquième petite tombe), op. 2 (1906)
- Zimní balada (Ballade d'hiver), op. 3 (1906)
- Polka jede, op. 5 (1907)

Mélodrame
- Romance o Černém jezeře (Romance du lac noir), op. 6 (1907)

Opéra
- Malířský nápad (L'idée du peintre), op. 7 (1908)
- Vina (Coupable), op. 10 (1911-1915)
- Preciézky, op. 12 (1922-1924)

Orchestre
- Konrad Wallenrod, Ouverture, op. 2a (1903)

Musique de chambre
- Česká suita (Suite tchèque), op. 14 (1928)
- Trio à cordes en mi mineur, op. 1a (1930)
- Trio avec piano en mi mineur (1899-1902)
- Chodská suita, op. 3a (1905)